# Bantrangsana
Bantrangsana is een bestuurslaag in het regentschap Majalengka van de provincie West-Java, Indonesië. Bantrangsana telt 1320 inwoners (volkstelling 2010).